# Раян Нельсен
Ра́ян Не́льсен (англ. Ryan Nelsen, * 18 жовтня 1977, Крайстчерч, Нова Зеландія) — новозеландський футболіст, захисник «Квінз Парк Рейнджерс» та  національної збірної Нової Зеландії.

## Клубна кар'єра
Раян Нельсен виступав в команді університету, в якому навчався , згодом перейшов до відомої команди американської ліги «Д.С.Юнайтед», де його запримітили скаути англійської команди «Блекберн Роверз».  Учасник фінальної частини 19-ого Чемпіонату світу з футболу 2010 в Південно-Африканський Республіці.

## Титули і досягнення
- Володар Кубка націй ОФК: 2002, 2008
- Бронзовий призер Кубка націй ОФК: 2004